# Dimitar Kovačevski
Dimitar Kovačevski (em macedônio/macedónio:  Димитар Ковачевски; Kumanovo, 1974) é um político e economista macedônio, atuou como primeiro-ministro da Macedônia do Norte de 17 de janeiro de 2022 a 28 de janeiro de 2024. Membro da União Social-Democrata da Macedónia (SDSM), Kovačevski atuou anteriormente como vice-ministro das finanças de 2020 até sua nomeação como primeiro-ministro em 2022.